# Stadtbefestigung von Meran
Die Stadtbefestigung von Meran bestand aus einer im Mittelalter entstandenen Stadtmauer mit Stadttoren, die die Stadt Meran umfasste. Von den ursprünglich vier Stadttoren der Stadtbefestigung sind heute noch drei erhalten.

## Geschichte
Zwischen dem 14. und 17. Jahrhundert wurde eine Stadtmauer errichtet, die das historische Zentrum und Teile des Steinachviertels umschloss und die Stadt in Zeiten von Wachdienst und Verteidigung durch das Schließen der Tore unzugänglich machte.
Aufgrund verheerender Überschwemmungen der Passer mussten Teile der Mauer mehrfach wieder aufgebaut werden.

## Stadttore
- Bozner Tor: Dieses Tor befindet sich im Süden der Altstadt in Richtung Sandplatz (Standort: ⊙). Es besteht aus einem steinernen Bogen mit drei darüberliegenden Stockwerken und einem steilen Dach. Auf der Außenseite ist ein steinernes Wappen mit den Emblemen von Österreich, Tirol und der Stadt Meran angebracht. Darüber befindet sich ein Fresko mit dem kaiserlichen Adler der Habsburger Dynastie, der von der Kette des Ordens vom Goldenen Vlies umrahmt wird.
- Vinschger (Vinschgauer) Tor: Erstmals 1290 erwähnt, gilt es als das älteste der Stadttore. Es steht am nordwestlichen Ende der Altstadt am Rennweg (Standort: ⊙). Im 18. Jahrhundert renoviert, diente es zeitweise als Gefängnis und Schuldnerhaft. Das Tor besteht aus einem Hauptbogen für den Verkehr und einem kleineren Bogen für Fußgänger. Über dem Tor befinden sich zwei Stockwerke mit je vier Fenstern und Holzläden. Die westliche Fassade ziert ein Fresko mit dem Wappen von Österreich und der Grafschaft Tirol. Das spitze Dach ist mit Schindeln gedeckt. Früher passierte die Straßenbahn Meran das Tor, heute fließt der normale Verkehr hindurch.
- Passeirer Tor: Dieses Tor stammt aus dem 15. Jahrhundert und liegt im Nordosten der Altstadt (Standort: ⊙). Es ist ein hoher, schlanker Steinturm mit einem einzigen Bogen und drei Stockwerken mit kleinen Fenstern, die seinen wehrhaften Charakter betonen. Es hat ein hohes Satteldach. Unterhalb eines kleinen Fensters auf der südlichen Seite befindet sich ein Fresko mit dem roten Adler der Grafschaft Tirol. Teile der alten Stadtbefestigung sind noch erhalten. Das Tor liegt nahe dem Fluss Passer, der durch die Stadt fließt.
- Ultner Tor: Dieses vierte Tor befand sich im Südwesten der Altstadt am Rennweg/Theaterplatz (Standort: ⊙) und wurde im Jahr 1884 abgetragen.

Stadttore von Meran
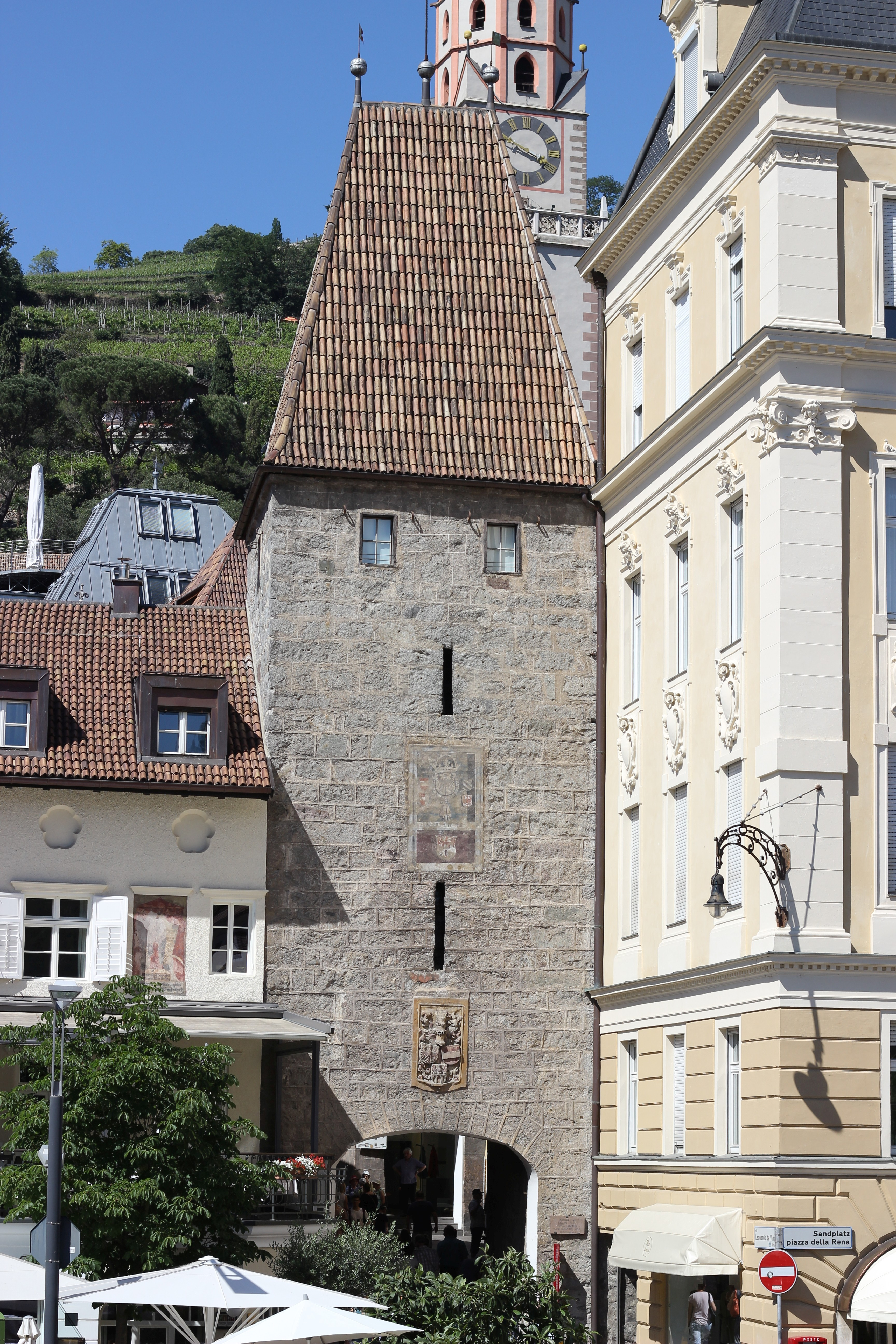
Bozner Tor
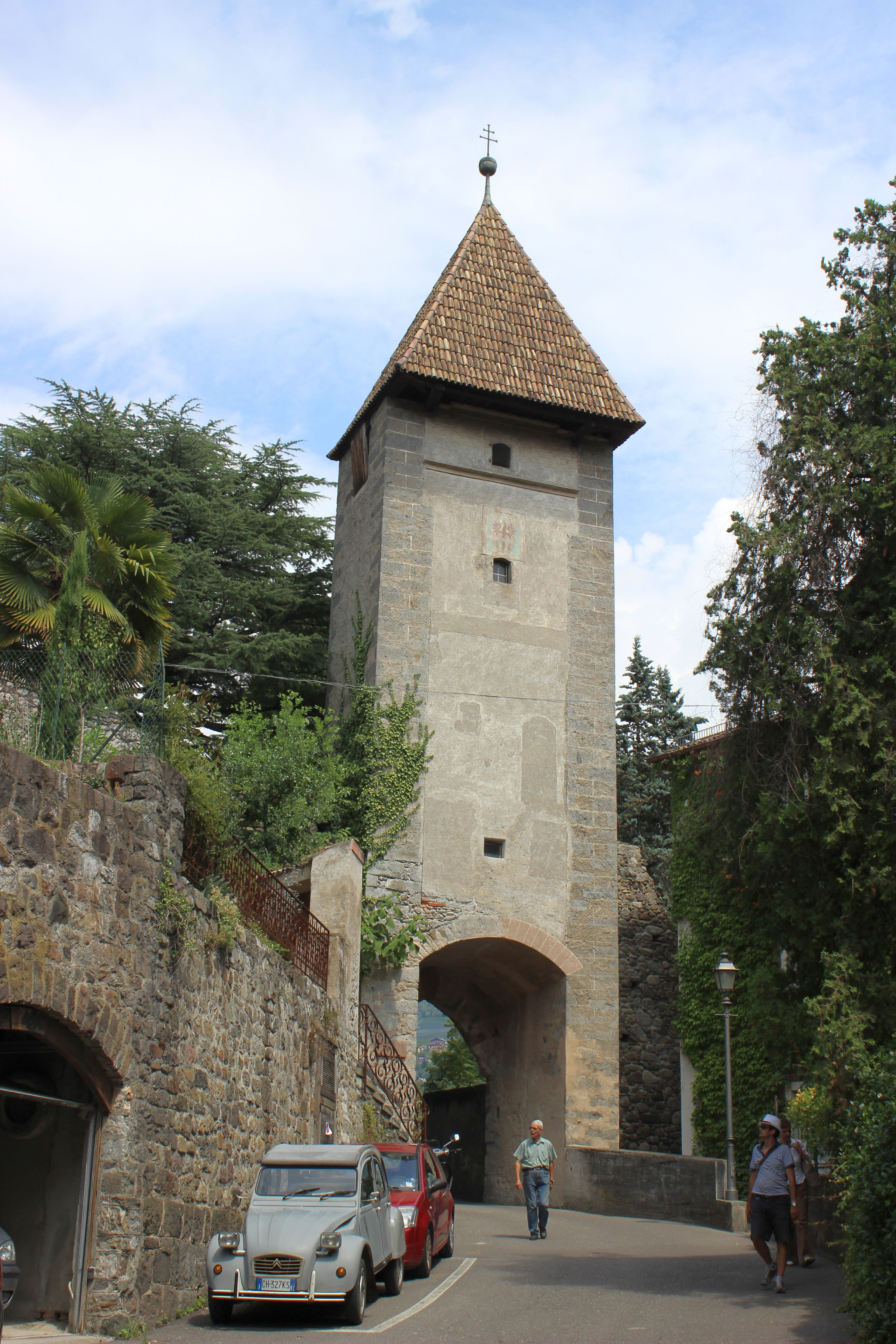
Passeirer Tor
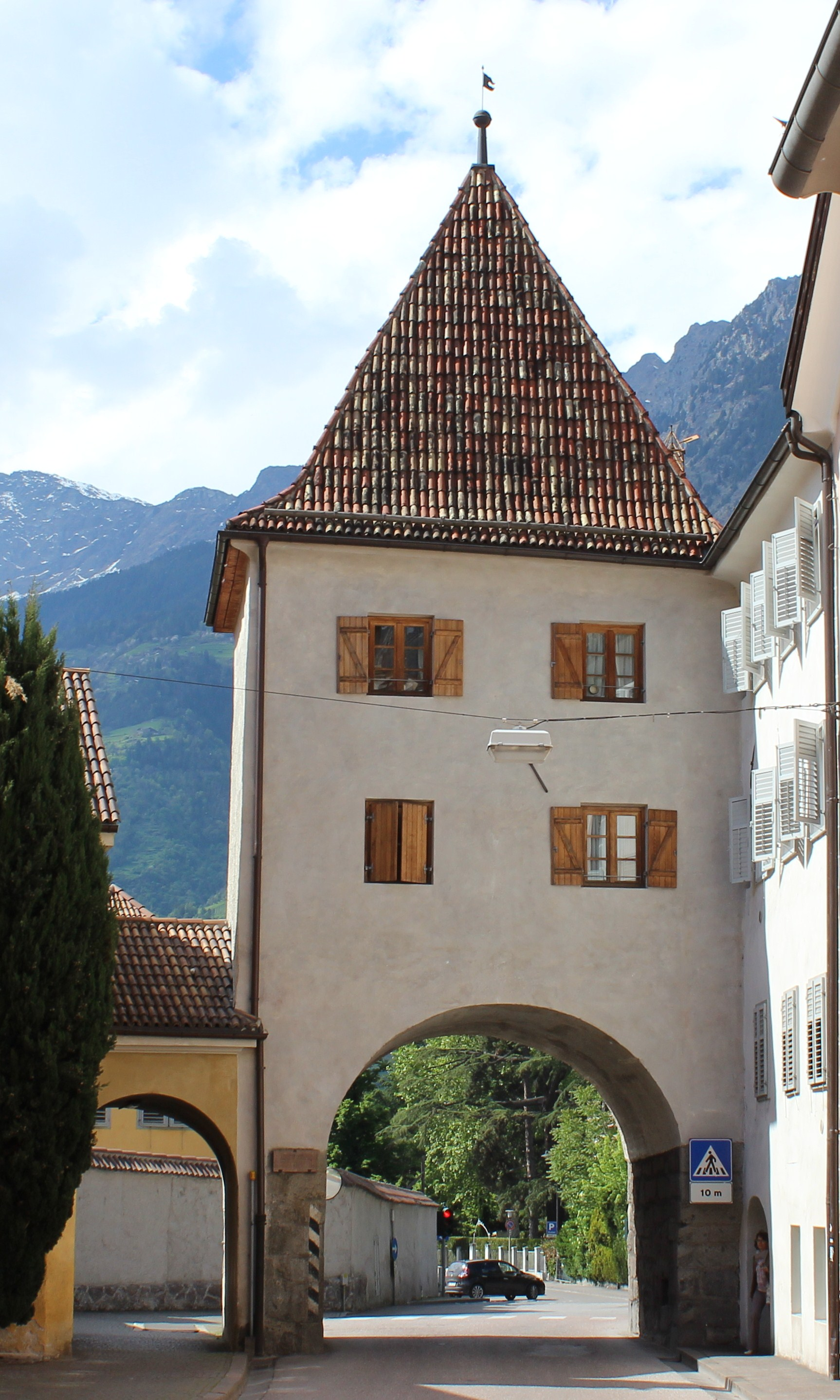
Vinschger Tor
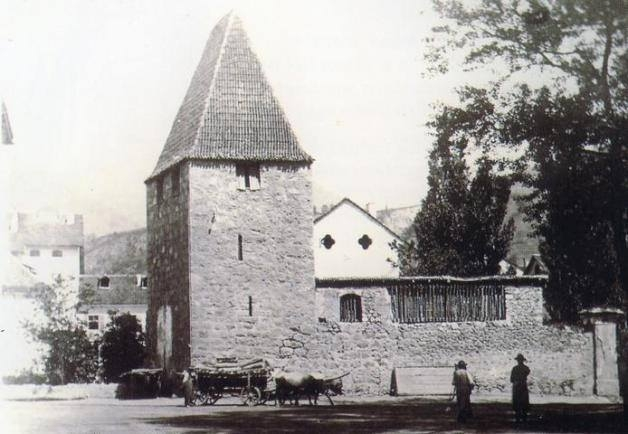
Ultner Tor, abgerissen